# Bellator MMA
Bellator MMA (tidigare Bellator Fighting Championships) är en amerikansk organisation som arrangerar MMA-galor. Bellator grundades 2008 av Bjorn Rebney. Galorna visas på Spike TV och pay-per-view.

## Nuvarande mästare
| Herrar              | Herrar              | Herrar                  | Herrar                          | Herrar                  | Herrar       |
| Viktklass (maxvikt) | Viktklass (maxvikt) | Mästare                 | Regerande mästare sedan         | Regerande mästare sedan | Titelförsvar |
| ------------------- | ------------------- | ----------------------- | ------------------------------- | ----------------------- | ------------ |
| Bantamvikt          | (61 kg)             | Sergio Pettis (USA)     | 21 maj 2021 (Bellator 259)      | 3 år och 280 dagar      | 0            |
| Fjädervikt          | (66 kg)             | Patrício Freire (BRA)   | 21 april 2017 (Bellator 178)    | 7 år och 310 dagar      | 5            |
| Lättvikt            | (70 kg)             | Patrício Freire (BRA)   | 11 maj 2019 (Bellator 221)      | 5 år och 290 dagar      | 0            |
| Weltervikt          | (77 kg)             | Douglas Lima (BRA)      | 26 oktober 2019 (Bellator 232)  | 5 år och 122 dagar      | 0            |
| Mellanvikt          | (84 kg)             | Gegard Mousasi (NLD)    | 29 oktober 2020 (Bellator 250)  | 4 år och 119 dagar      | 0            |
| Lätt tungvikt       | (93 kg)             | Vadim Nemkov (RUS)      | 21 augusti 2020 (Bellator 244)  | 4 år och 188 dagar      | 1            |
| Tungvikt            | (120 kg)            | Ryan Bader (USA)        | 26 januari 2019 (Bellator 214)  | 6 år och 30 dagar       | 0 (1)        |
| Damer               |                     |                         |                                 |                         |              |
| Viktklass (maxvikt) | Viktklass (maxvikt) | Mästare                 | Regerande mästare sedan         | Regerande mästare sedan | Titelförsvar |
| Flugvikt            | (57 kg)             | Juliana Velasquez (BRA) | 10 december 2020 (Bellator 254) | 4 år och 77 dagar       | 0            |
| Fjädervikt          | (66 kg)             | Cris Cyborg (BRA)       | 25 januari 2020 (Bellator 238)  | 5 år och 31 dagar       | 2            |